# Glomérulo (inflorescencia)

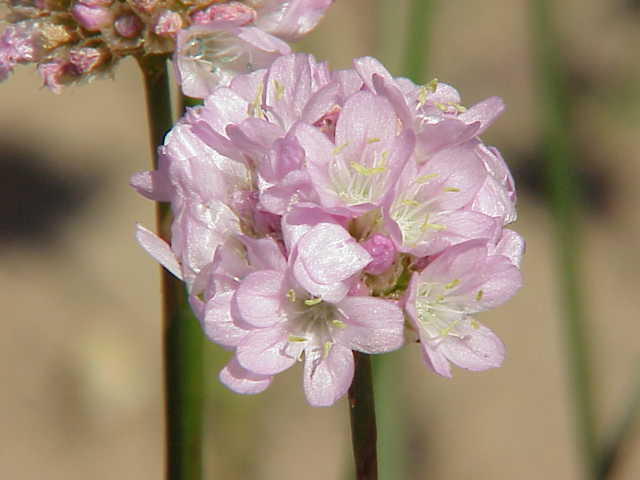
Glomérulo de Armeria rhodopaea

En Botánica, un glomérulo es un tipo de inflorescencia cimosa sumamente contraída, más aún que el fascículo, adoptando una forma más o menos globular. No debe confundirse con el capítulo que es una inflorescencia racemosa con una estructura más compleja.